# Campeonato Sergipano 2013
In 2013 werd het 90ste Campeonato Sergipano gespeeld voor voetbalclubs uit de Braziliaanse staat Sergipe. De competitie werd georganiseerd door de FSF en werd gespeeld van 13 januari tot 19 mei. Sergipe werd kampioen. 

## Eerste toernooi

### Eerste fase

#### Groep A
| Plaats | Club        | Wed. | W | G | V | Saldo | Ptn. |
| ------ | ----------- | ---- | - | - | - | ----- | ---- |
| 1.     | Sergipe     | 6    | 4 | 2 | 0 | 9:1   | 14   |
| 2.     | Olímpico    | 6    | 2 | 2 | 2 | 5:4   | 8    |
| 3.     | Boca Júnior | 6    | 2 | 1 | 3 | 5:8   | 7    |
| 4.     | América     | 6    | 1 | 1 | 4 | 2:8   | 4    |

|  | Geplaatst voor tweede fase |

#### Groep B
| Plaats | Club        | Wed. | W | G | V | Saldo | Ptn. |
| ------ | ----------- | ---- | - | - | - | ----- | ---- |
| 1.     | River Plate | 6    | 3 | 1 | 2 | 8:6   | 10   |
| 2.     | Lagarto     | 6    | 2 | 4 | 0 | 8:4   | 10   |
| 3.     | Socorrense  | 6    | 1 | 3 | 2 | 4:6   | 6    |
| 4.     | Estanciano  | 6    | 1 | 2 | 3 | 5:9   | 5    |

|  | Geplaatst voor tweede fase |

### Tweede fase
|  | Halve finale | Halve finale | Halve finale |         |   | Finale | Finale | Finale |
|  |              |              |              |         |   |        |        |        |
|  | Sergipe      | 2            |              |         |   |        |        |        |
|  | Lagarto      | 1            |              |         |   |        |        |        |
|  | Lagarto      | 1            |              | Sergipe | 1 | 1      |        |        |
|  |              |              |              |         | 1 | 1      |        |        |
|  |              | River Plate  | 1            | 0       |   |        |        |        |
|  | River Plate  | River Plate  | 1            | 0       | 1 |        |        |        |
|  | River Plate  |              |              |         | 1 |        |        |        |
|  | Olímpico     | 0            |              |         |   |        |        |        |

## Tweede toernooi

### Eerste fase
| Plaats | Club        | Wed. | W  | G | V  | Saldo | Ptn. |
| ------ | ----------- | ---- | -- | - | -- | ----- | ---- |
| 1.     | Sergipe     | 18   | 10 | 5 | 3  | 27:12 | 35   |
| 2.     | River Plate | 18   | 9  | 4 | 5  | 30:16 | 31   |
| 3.     | Confiança   | 18   | 9  | 4 | 5  | 24:18 | 31   |
| 4.     | Estanciano  | 18   | 9  | 3 | 6  | 25:21 | 30   |
| 5.     | Socorrense  | 18   | 8  | 4 | 6  | 24:19 | 28   |
| 6.     | Olímpico    | 18   | 6  | 4 | 8  | 24:32 | 22   |
| 7.     | Lagarto     | 18   | 6  | 3 | 9  | 15:22 | 21   |
| 8.     | Itabaiana   | 18   | 4  | 6 | 8  | 18:20 | 18   |
| 9.     | Boca Júnior | 18   | 4  | 6 | 8  | 18:27 | 18   |
| 10.    | América     | 18   | 3  | 5 | 10 | 13:31 | 14   |

|  | Geplaatst voor tweede fase |
|  | Degradatie                 |

### Tweede fase
In geval van gelijkspel gaat de club met het beste resultaat uit de competitie door.
|  | Halve finale | Halve finale | Halve finale |   |         | Finale | Finale | Finale |
|  |              |              |              |   |         |        |        |        |
|  | Estanciano   | 1            | 0            |   |         |        |        |        |
|  | Sergipe      | 2            | 1            |   |         |        |        |        |
|  | Sergipe      | 2            | 1            |   | Sergipe | 0      | 3      |        |
|  |              |              |              |   | Sergipe | 0      | 3      |        |
|  |              | River Plate  | 0            | 2 |         |        |        |        |
|  | Confiança    | River Plate  | 0            | 2 | 2       | 1      |        |        |
|  | Confiança    |              |              |   | 2       | 1      |        |        |
|  | River Plate  | 1            | 2            |   |         |        |        |        |

### Kampioen
| Campeonato Sergipano de 2013 |
| Sergipe                      |
| ---------------------------- |
| SERGIPE Kampioen (33° titel) |